# مجتمع عادل
حظيت فكرة، المجتمع العادل، (بالإنجليزية: Just society)‏، باهتمام أولي، عندما سأل الفلاسفةمثل جون ستيوارت ميل، «ما هو المجتمع العادل؟»  فغطت كتاباتهم عدة وجهات نظر مختلفة، بما في ذلك السماح للأفراد بالعيش في حياتهم، طالما لم ينتهكوا حقوق الآخرين، لفكرة أن موارد المجتمع يجب أن توزع على الجميع، بمن فيهم أولئك الذين يستحقون أولاً. 
في عام 1861، نشر جون ستيوارت ميل مقالًا بعنوان "النفعية"،  في هذا المقال الشهير، دافع ميل عن وجهة النظر الأخيرة، والتي حصرها صناع السياسة إلى "الصالح العام"، وعمل جميع المواطنين الآخرين بشكل جماعي لبناء مجتمعات، وبرامج، من شأنها أن تسهم في خدمة الآخرين.

## الاستخدام الكندي
تم استخدام المصطلح، في وقت لاحق، كأداة لفظية من قبل رئيس الوزراء الكندي بيير ترودو، لتوضيح رؤيته للأمة. تم استخدام المصطلح لأول مرة في مسابقة قيادة الحزب الليبرالي، لعام 1968، في ذروة «تروديمانيا»، وفي النهاية تم تحديدها كواحدة من مصطلحات العلامات التجارية الخاصة بها. على عكس «المجتمع العظيم» ليندون جونسون، لم تكن علامة «المجتمع العادل» مرتبطة بمجموعة محددة من الإصلاحات، ولكن تم تطبيقها على جميع سياسات ترودو، من التعددية الثقافية، وحتى إنشاء ميثاق الحقوق، والحريات. 
عرّف ترودو المجتمع العادل، قبل أن يصبح رئيس وزراء كندا: 
- سيكون مجتمع العدالة، مجتمعا تكون فيه فرصة أفضل للمناطق، والمجموعات، التي لم تشارك بالكامل في ثروة البلد.
- ستكون جمعية العدالة، واحدة تعرض فيها المشكلات الحضرية مثل الإسكان، والتلوث، لمعالجتها من خلال تطبيق المعرفة الجديدة، والتقنيات الجديدة.
- سيكون المجتمع العادل، مجتمعا يتم فيه تشجيع شعب الهند، وإنويت، على تولي الحقوق الكاملة للمواطنة، من خلال سياسات ستمنحهم مسؤولية أكبر عن مستقبلهم، وزيادة تكافؤ الفرص.
- سيتم توحيد كندا عادلة، وموحدة، لأن جميع مواطنيها، سيشاركون بنشاط في تطوير بلد يتم فيه ضمان تكافؤ الفرص، والسماح للأفراد بالوفاء بنفس الطريقة التي يحكمون بها.[6] »

هذه العبارة هي الآن جزء لا يتجزأ من الخطاب السياسي الكندي. ينظر أولئك الموجودون في اليسار الديمقراطي الاجتماعي إلى أنفسهم على أنهم ورثة ترودو، ويدينون بشدة أي سياسة من شأنها الإضرار بالتركة العادلة للمجتمع، بينما يهاجم اليمين الليبرالي الجديد فكرة أن كندا ترودو «أكثر عدلاً» من عصور أخرى.

## مقالات ذات صلة
- الوحدة في التنوع